# Susanne Augustesen
Susanne "Susy" Augustesen (født 10. maj 1956) er en dansk tidligere international fodboldspiller, der var professionel fodboldspiller i 20 år i Italien.
Susanne Augustesen var som 15-årig med til at vinde det uofficielle VM i fodbold i 1971, hvor hun blev tredobbelt målscorer i VM-finalen i 1971 i Mexico City mod værtsnationen Mexico med cifrene 3-0. Det var foran 110.000 tilskuere. Hun var i mange år professionel fodboldspiller i Italien, hvor hun i starten spillede for Bologna. Blandt andet opnåede hun at vinde otte italienske mesterskaber, to pokaltitler og blive topscorer i Serie A otte gange. Og hun har rundt regnet lavet 600 mål i ligeså mange kampe.
Susanne Augustesen blev aldrig udtaget til en eneste landskamp under DBU, til trods for en stor karriere i Italien.
I dag bor Susanne Augustesen på Østerbro i København og har intet har med fodbold at gøre.
Susanne Augustesen blev 20. marts 2017 optaget i fodboldens Hall of Fame i forbindelse med Dansk Fodbold Awards.